# Haylynn Cohen
Haylynn Cohen (Brooklyn, 9 ottobre 1980) è una supermodella statunitense.

## Pubblicità
Vanta pubblicità anche per Missoni e Louis Vuitton.

## Copertine
Le sue foto sono comparse anche su varie copertine di
- Vogue, nelle edizioni 
  - australiana (aprile 2001)[1]
  - francese (febbraio 1999)[1]
- Cosmopolitan (periodico), nelle edizioni 
  - francese (giugno 2002)[1]

## Sfilate
Ha sfilato anche per Trussardi, Calvin Klein, Chanel, Christian Dior, Emanuel Ungaro, Fendi, Jill Stuart, Mila Schön, Paco Rabanne e Ralph Lauren oltre che per Victoria's Secret nel 2000.

## Agenzie
Tra le agenzie che l'hanno rappresentata ci sono state:
- Next Model Management - Parigi[1]
- Fashion Model Management - Milano
- Modelwerk[1]